# Olivtaggstjärt
Olivtaggstjärt (Cranioleuca obsoleta) är en fågel i familjen ugnfåglar inom ordningen tättingar.

## Utbredning och systematik
Fågeln förekommer i östra Paraguay, sydöstra Brasilien (São Paulo) och nordöstra Argentina. Den behandlas som monotypisk, det vill säga att den inte delas in i några underarter.

## Status
IUCN kategoriserar arten som livskraftig.